# Deva (Gijón)
Pour les articles homonymes, voir Deva.
Deva est une paroisse civile de la commune de Gijón dans les Asturies, en Espagne. 

## Étymologie
Le toponyme Deva vient d'une ancienne divinité pré-romaine/asturienne. 

## Population et société

### Démographie
Sa population était de 699 personnes en 2022.